# 王雪峰 (1954年)
王雪峰（1954年12月—），河北永年人，中华人民共和国政治人物。

## 生平
1954年12月，王雪峰出生在河北省邯郸专区永年县（今邯郸市永年区）。1973年加入中国共产党。河北矿冶学院（今河北联合大学）冶金系炼铁专业毕业，大学学历。历任中共河北省永年县委常委、办公室主任、县委副书记，馆陶县委副书记、代县长、县长，邯郸县委副书记、县长、县委书记；河北省纪委常委、秘书长、副书记、省监察厅厅长、省预防腐败局局长等职；2010年8月调任中共唐山市委书记；2013年1月任河北省第十二届人民代表大会副主任、中共河北省唐山市委书记。2013年1月当选河北省人大常委会副主任。2018年1月退休。

### 落马
2023年1月6日，王雪峰涉嫌严重违纪违法，接受中央纪委国家监委纪律审查和监察调查。7月6日，遭到开除党籍、开除公职处分。
5月31日，山西省太原市中级人民法院一审公开开庭审理了王雪峰受贿、利用影响力受贿一案，1999年至2022年，被告人王雪峰利用担任其在职务上的便利及职权或者地位形成的便利条件，为有关单位和个人在干部选拔任用、企业经营、安排工作等事项上提供帮助，直接或者通过他人非法收受财物共计折合人民币8407万余元，以及在退休后利用其原担任河北省人大常委会副主任的职权、地位形成的便利条件，通过其他国家工作人员职务上的行为，为有关单位和个人在案件处理、工程承揽等事项上谋取不正当利益，通过他人非法收受财物共计折合人民币411万余元。
2024年10月16日，山西省太原市中级人民法院一审公开宣判河北省人大常委会原党组成员、副主任王雪峰受贿、利用影响力受贿一案，对被告人王雪峰以受贿罪判处有期徒刑十五年，并处罚金人民币八百万元；以利用影响力受贿罪判处有期徒刑五年，并处罚金人民币四十万元，数罪并罚，决定执行有期徒刑十八年，并处罚金人民币八百四十万元，对查封、扣押在案的犯罪所得财物及其孳息依法予以追缴，上缴国库。